# Dipsacaster grandissimus
Dipsacaster grandissimus is een kamster uit de familie Astropectinidae.
De wetenschappelijke naam van de soort werd in 1914 gepubliceerd door Seitaro Goto. Het holotype was verzameld voor de kust van Misaki (nu Miura) op een diepte van 640 meter.